# تروي كيلي
تروي كيلي (بالإنجليزية: Troy Kelly)‏ هو لاعب غولف أمريكي، ولد في 2 أغسطس 1978 في تاكوما في الولايات المتحدة.

## وصلات خارجية
- تروي كيلي على موقع رابطة لاعبي الغولف المحترفين (الإنجليزية)
- تروي كيلي على موقع التصنيف العالمي الرسمي للغولف (الإنجليزية)